# 日本のテレビドラマ一覧 (1990年代)
日本のテレビドラマ一覧 (1990年代)では、「日本のテレビドラマ一覧」を年代順に並べ替えて、一覧にする。
時代劇、特撮番組、日本以外のドラマについては、ここでは扱わない。各記事を参照のこと。

## 1990年代 前半

### 1990年
- 愛してるよ!先生（TBS）
- いけない女子高物語（日本テレビ）
- いつか誰かと朝帰りッ（フジテレビ）
- いつも誰かに恋してるッ（フジテレビ）
- 美しい嘘つけますか（テレビ朝日）
- お父さん（日本テレビ）
- 男について（TBS）
- 想い出にかわるまで（TBS）
- 女キャスター物語（テレビ東京）
- 女の敵は男の敵（テレビ朝日）
- カサブランカ物語 怪盗に口づけを!（テレビ東京）
- 川は泣いている（テレビ朝日）
- キモチいい恋したい!（フジテレビ）
- クリスマス・イヴ（TBS）
- 外科医有森冴子（日本テレビほか 火サスの人気シリーズの連ドラ）
- 恋のパラダイス（フジテレビ）
- 高円寺純情商店街（テレビ朝日）
- コンビニエンス物語（テレビ東京）
- ザ・刑事（テレビ朝日）
- 自由の丘に私が残った（テレビ朝日）
- すてきな片想い（フジテレビ）
- 世界で一番君が好き!（フジテレビ）
- 卒業（TBS）
- 代表取締役刑事（テレビ朝日）
- 刑事貴族（日本テレビ）
- 東京湾ブルース（テレビ朝日）
- 都会の森（TBS）
- トップスチュワーデス物語（TBS）
- 泥棒に手を出すな!（テレビ東京）
- 凪の光景（テレビ朝日）
- 日本一のカッ飛び男（フジテレビ）
- 花ある季節（テレビ朝日）
- パパ!かっこつかないゼ（フジテレビ）
- 火の用心（日本テレビ）
- びんた（TBS）
- ぼくが医者をやめた理由（テレビ東京）
- ホットドッグ（TBS）
- HOTEL（TBS）
- マザコン刑事の事件簿（テレビ東京）
- 優しいだけがオトコじゃない（テレビ東京）
- 誘惑（TBS）
- 世にも奇妙な物語（フジテレビ）
- 予備校ブギ（TBS）
- 私を海まで流して（テレビ朝日）
- 渡る世間は鬼ばかり（TBS）
- 南くんの恋人（TBS）

### 1991年
- 愛さずにいられない（日本テレビ）
- 逢いたい時にあなたはいない…（フジテレビ）
- あしたがあるから（TBS）
- ヴァンサンカン・結婚（フジテレビ）
- 海風をつかまえて（テレビ東京）
- ADブギ（TBS）
- 俺たちに明日は来るのか（TBS）
- 学校へ行こう!（フジテレビ）
- 君だけに愛を（日本テレビ）
- 君の名は（NHK、- 1992年）
- 芸者小春の華麗な冒険（テレビ朝日）
- 結婚したい男たち（TBS）
- 結婚しないかもしれない症候群（日本テレビ）
- 結婚の理想と現実（フジテレビ）
- 検事・若浦葉子（日本テレビ）
- 女子高生!キケンなアルバイト（TBS）
- 七人の女弁護士（テレビ朝日ほか）
- 次男次女ひとりっ子物語（TBS）
- 先生のお気に入り（TBS）
- それでも家を買いました（TBS）
- ダウンタウン探偵団'91（朝日放送）
- 千代の富士物語（関西テレビ）
- デパート!夏物語（TBS）
- 天までとどけ（TBS）
- 東京ラブストーリー（フジテレビ）
- ナースステーション（TBS）
- なんだらまんだら（フジテレビ）
- 熱血!新入社員宣言（TBS）
- ハイスクール大脱走（テレビ東京）
- パパとなっちゃん（TBS）
- 101回目のプロポーズ（フジテレビ）
- ボクのお見合い日記（TBS）
- ホテルウーマン（関西テレビ）
- ママってきれい!?（TBS）
- もう誰も愛さない（フジテレビ）
- ララバイ刑事（テレビ朝日）

### 1992年
- 愛という名のもとに（フジテレビ）
- 愛はどうだ（TBS）
- あなただけ見えない（フジテレビ）
- あの日の僕をさがして（TBS）
- いとこ同志（日本テレビ）
- 愛しの刑事（テレビ朝日）
- ウーマンドリーム（関西テレビ）
- 裏刑事-URADEKA-（テレビ朝日）
- ADリターンズ（TBS）
- 往診ドクター事件カルテ（テレビ朝日）
- おとなの選択（TBS）
- 大人は判ってくれない（フジテレビ）
- 俺たちルーキーコップ（TBS）
- 女事件記者立花圭子（テレビ朝日）
- おんなは度胸（NHK）
- 学校があぶない（TBS）
- 昨日の私にサヨナラを（テレビ東京）
- 君のためにできること（フジテレビ）
- 教師夏休み物語（日本テレビ）
- キライじゃないぜ（TBS）
- 恋は翼にのって（テレビ東京）
- 子供が寝たあとで（日本テレビ）
- さよならをもう一度（フジテレビ）
- 幸せになりたい!平成嵐山一家（テレビ東京）
- しあわせの決断（フジテレビ）
- 幸せを急がないで 派遣OL恋物語（テレビ東京）
- 社長になった若大将（TBS）
- 十年愛（TBS）
- ジュニア・愛の関係（フジテレビ）
- 親愛なる者へ（フジテレビ）
- 素顔のままで（フジテレビ）
- ずっとあなたが好きだった（TBS）
- 素敵にダマして!（日本テレビ）
- その時、ハートは盗まれた（フジテレビ）
- 大空港'92（フジテレビ）
- 誰かが彼女を愛してる（フジテレビ）
- デパート!秋物語（TBS）
- 天使のように生きてみたい（TBS）
- 東京エレベーターガール（TBS）
- 豆腐屋直次郎の裏の顔（テレビ朝日）
- 逃亡者（フジテレビ）
- NIGHT HEAD（フジテレビ）
- 夏の嵐!（TBS）
- ニュースなあいつ（読売テレビ）
- 眠れない夜をかぞえて （TBS）
- 二十歳の約束（フジテレビ）
- パパと呼ばせて!（テレビ東京）
- …ひとりでいいの（日本テレビ）
- ひらり（NHK）
- 法医学教室の事件ファイル（テレビ朝日、連ドラ終了後は、土曜ワイド劇場で放送）
- 放課後（ボクたちのドラマシリーズ）（フジテレビ）
- ホームワーク（TBS）
- ポールポジション!愛しき人へ…（日本テレビ）
- ボクたちのドラマシリーズ（フジテレビ）
- まったナシ!（日本テレビ）
- 真夏の刑事（テレビ朝日）
- 真夜中は別の顔（テレビ朝日）
- 木曜日の食卓（TBS）
- わがままな女たち（フジテレビ）
- 悪女（日本テレビ）

### 1993年
- 愛してるよ!（テレビ朝日）
- 愛情物語（フジテレビ）
- 愛するということ（TBS）
- 悪魔のKISS（フジテレビ）
- あすなろ白書（フジテレビ）
- あの日に帰りたい（フジテレビ）
- 嵐の中の愛のように（読売テレビ）
- イエローカード（TBS）
- いちご白書（テレビ朝日）
- いつか好きだと言って（TBS）
- If もしも（フジテレビ）
- 嘘つきは夫婦のはじまり（日本テレビ）
- 嘘でもいいから（読売テレビ）
- 丘の上の向日葵（TBS）
- お茶の間（読売テレビ）
- 大人のキス（日本テレビ）
- オレたちのオーレ!（毎日放送）
- 女検事の事件ファイル（テレビ朝日）
- 家栽の人（TBS）
- 課長サンの厄年（TBS）
- 課長島耕作（フジテレビ）
- 彼女の嫌いな彼女（読売テレビ）
- カミさんの悪口（TBS）
- かりん（NHK）
- 結婚・私が好きですか（テレビ朝日）
- さくらももこランド・谷口六三商店（TBS）
- ジェラシー（日本テレビ）
- じゃじゃ馬ならし（フジテレビ）
- 湘南女子寮物語（テレビ朝日）
- 新幹線物語'93夏（TBS）
- 素晴らしきかな人生（フジテレビ）
- 青春オフサイド!女教師と熱血イレブン（テレビ朝日）
- ダブル・キッチン（TBS）
- 誰にも言えない（TBS）
- チャンス!（フジテレビ）
- ちょっと危ない園長さん （日本テレビ）
- ツインズ教師（テレビ朝日）
- 都合のいい女（フジテレビ）
- 徹底的に愛は…（TBS）
- 同窓会（日本テレビ）
- 並木家の人々（フジテレビ）
- 憎しみに微笑んで（TBS）
- 日曜はダメよ（日本テレビ）
- はだかの刑事（日本テレビ）
- 引っ越せますか（日本テレビ）
- ひとつ屋根の下（フジテレビ）
- 振り返れば奴がいる（フジテレビ）
- ポケベルが鳴らなくて（日本テレビ）
- ホテルドクター（テレビ朝日）
- 真夜中を駆けぬける（朝日放送）
- もう涙は見せない（フジテレビ）
- もうひとつのJリーグ（日本テレビ）
- RUN（TBS）
- わたしってブスだったの?（TBS）
- お願いダーリン!（フジテレビ）
- お願いデーモン!（フジテレビ）

### 1994年
- アリよさらば（TBS）
- 家なき子（日本テレビ）
- いつも心に太陽を（TBS）
- 妹よ（フジテレビ）
- 上を向いて歩こう!（フジテレビ）
- お金がない!（フジテレビ）
- お玉・幸造夫婦です（読売テレビ）
- お父さんは心配症（テレビ朝日）
- 男嫌い（TBS）
- オトコの居場所（TBS）
- 男はいらない（読売テレビ）
- お兄ちゃんの選択（TBS）
- 鬼ユリ校長、走る!（関西テレビ）
- おれはO型・牡羊座（日本テレビ）
- 女の言い分（TBS）
- 家族A（TBS）
- カミング・ホーム（TBS）
- 彼と彼女の事情（テレビ朝日）
- 君が見えない（関西テレビ）
- 君といた夏（フジテレビ）
- 義務と演技（TBS）
- 禁断の果実（日本テレビ）
- グッドモーニング（フジテレビ）
- クニさんちの魔女たち（テレビ朝日）
- この愛に生きて（フジテレビ）
- この世の果て（フジテレビ）
- 西遊記（日本テレビ）
- ザ・ワイドショー（日本テレビ）
- 三軒目の誘惑（読売テレビ）
- 17才-at seventeen-（フジテレビ）
- 静かなるドン（日本テレビ）
- 白の条件（関西テレビ）
- 新空港物語（テレビ朝日）
- スウィート・ホーム（TBS）
- スチュワーデスの恋人（TBS）
- 青春の影（テレビ朝日）
- 先生はワガママ（テレビ朝日）
- そのうち結婚する君へ（日本テレビ）
- 大家族ドラマ 嫁の出る幕（テレビ朝日）
- 長男の嫁、長男の嫁2〜実家天国（TBS）
- 出逢った頃の君でいて（日本テレビ）
- 適齢期（TBS）
- 東京大学物語（テレビ朝日）
- 遠山金志郎美容室（日本テレビ）
- 時をかける少女（NHK、フジテレビ ほか多数）
- 夏子の酒（フジテレビ）
- 29歳のクリスマス（フジテレビ）
- 人間・失格〜たとえばぼくが死んだら（TBS）
- 妊娠ですよ（フジテレビ）
- 春よ、来い（NHK）
- 半熟卵（フジテレビ）
- ひとの不幸は蜜の味（TBS）
- 陽のあたる場所（フジテレビ）
- 福井さんちの遺産相続（関西テレビ）
- 冬の訪問者（関西テレビ）
- 古畑任三郎（フジテレビ）
- 僕が彼女に、借金をした理由。（TBS）
- ボクの就職（TBS）
- ぽっかぽか（TBS、- 1997年）
- 毎度ゴメンなさぁい（TBS年）
- 麻酔（読売テレビ）
- ママのベッドへいらっしゃい（テレビ朝日）
- もしも願いが叶うなら（TBS）
- 八神くんの家庭の事情（朝日放送）
- 雪（NHK）
- 湯けむり女子大生騒動（朝日放送）
- 夢見る頃を過ぎても（TBS）
- 横浜心中（日本テレビ）
- 夜に抱かれて（日本テレビ）
- 若者のすべて（フジテレビ）
- 私の運命（TBS）
- お姉さんの朝帰り（テレビ朝日）

## 1990年代 後半

### 1995年
- 3年B組金八先生 ～第4シリーズ～（TBS）
- 愛していると言ってくれ（TBS）
- 明るい家族計画（フジテレビ）
- 味いちもんめ（テレビ朝日）
- いつかまた逢える（フジテレビ）
- 部屋（うち）においでよ（TBS）
- うちの母ですが…（テレビ朝日）
- おかみ三代女の戦い（TBS）
- 終らない夏（日本テレビ）
- 輝く季節の中で（フジテレビ）
- 輝け隣太郎（TBS）
- カケオチのススメ（テレビ朝日）
- 風の刑事・東京発!（テレビ朝日）
- 我慢できない!（関西テレビ）
- きのうの敵は今日も敵（TBS）
- 君を想うより君に逢いたい（関西テレビ）
- 禁じられた遊び（読売テレビ）
- 金田一少年の事件簿（日本テレビ）
- クリスマスキス〜イブに逢いましょう（テレビ東京）
- 外科医柊又三郎（テレビ朝日）
- 恋人よ（フジテレビ）
- 恋人をつくる100の方法（テレビ朝日）
- 恋も2度目なら（日本テレビ）
- 最高の片想い（フジテレビ）
- 最高の恋人（テレビ朝日）
- さんかくはぁと（テレビ朝日）
- ジューン・ブライド（TBS）
- 新婚なり!（TBS）
- 好きやねん（読売テレビ）
- ステイション（日本テレビ）
- 正義は勝つ（フジテレビ）
- SALE!（テレビ朝日）
- セカンド・チャンス（TBS）
- たたかうお嫁さま（日本テレビ）
- Change!（テレビ朝日）
- 夏!デパート物語（TBS）
- 寝たふりしてる男たち（読売テレビ）
- 走らんか!（NHK、- 1998年）
- 花嫁は16才!（テレビ朝日）
- ひと夏のラブレター（TBS）
- ひとりにしないで（フジテレビ）
- 100億の男（フジテレビ）
- Vの炎（フジテレビ)
- For You（フジテレビ）
- BLACK OUT（テレビ朝日）
- ベストフレンド（読売テレビ）
- ヘルプ!（フジテレビ）
- 僕らに愛を!（フジテレビ）
- 星の金貨、続・星の金貨（日本テレビ）
- 毎度おジャマしまぁす（TBS）
- まだ恋は始まらない（フジテレビ）
- 魔の季節（TBS）
- Missダイヤモンド（テレビ朝日）
- 未成年（TBS）
- 木曜の怪談（フジテレビ、- 1997年9月）
- 揺れる想い（TBS）
- 私、味方です（TBS）
- 沙粧妙子-最後の事件-（フジテレビ）

### 1996年
- 愛とは決して後悔しないこと（TBS）
- 明日はだいじょうぶ（関西テレビ）
- 天晴れ夜十郎（NHK、- 1997年）
- いい日旅立ち〜4つの卒業〜（関西テレビ）
- イグアナの娘（テレビ朝日）
- イタズラなKiss（テレビ朝日）
- Age,35 恋しくて（フジテレビ）
- おいしい関係（フジテレビ）
- 俺たちに気をつけろ。（日本テレビ）
- オンリー・ユー〜愛されて〜（読売テレビ）
- 硝子のかけらたち（TBS）
- 冠婚葬祭部長（TBS）
- 奇跡のロマンス（日本テレビ）
- きっと誰かに逢うために（テレビ東京）
- 君と出逢ってから（TBS）
- キャンパスノート（TBS）
- 協奏曲（TBS）
- 銀狼怪奇ファイル（日本テレビ）
- グッドラック（日本テレビ）
- 刑事追う!（テレビ東京）
- 警視庁鑑識班（日本テレビ）
- 結婚しようよ（TBS）
- コーチ（フジテレビ）
- 将太の寿司（フジテレビ）
- 小児病棟・命の季節（テレビ朝日）
- 勝利の女神（フジテレビ）
- 事件・市民の判決（テレビ東京）
- 聖龍伝説（日本テレビ）
- その気になるまで（TBS）
- 翼をください!（フジテレビ）
- Dear ウーマン（TBS）
- 透明人間（日本テレビ）
- ドク（フジテレビ）
- ナースのお仕事（フジテレビ）
- ナチュラル 愛のゆくえ（読売テレビ）
- 白線流し（フジテレビ）
- 八月のラブソング（読売テレビ）
- はみだし刑事情熱系（テレビ朝日）
- ハンサムマン（テレビ朝日）
- ひと夏のプロポーズ（TBS）
- ひまわり（NHK）
- ピュア（フジテレビ）
- ふたりのシーソーゲーム（TBS）
- ふたりっ子（NHK、- 1997年）
- 炎の消防隊 -The firefighters-（テレビ朝日）
- みにくいアヒルの子（フジテレビ）
- もう我慢できない!（関西テレビ）
- 闇のパープル・アイ（テレビ朝日）
- ゆずれない夜（関西テレビ）
- リスキー・ゲーム（TBS）
- 竜馬におまかせ!（日本テレビ）
- ロングバケーション（フジテレビ）
- 若葉のころ（TBS）

### 1997年
- 青い鳥（TBS）
- 甘辛しゃん（NHK）
- いいひと。（フジテレビ）
- イヴ（フジテレビ）
- いちばん大切なひと（TBS）
- いとしの未来ちゃん（フジテレビ）
- お天気お姉さん（テレビ朝日）
- オトナの男（TBS）
- 踊る大捜査線（フジテレビ）
- 鏡は眠らない（NHK）
- 家政婦は見た!（テレビ朝日）
- 彼女たちの結婚（フジテレビ）
- ガラスの仮面（テレビ朝日）
- ガラスの靴（日本テレビ）
- 彼 KARE（フジテレビ）
- ギフト（フジテレビ）
- 君が人生の時（TBS）
- 君の手がささやいている（テレビ朝日）
- 金のたまご（TBS）
- 研修医なな子（テレビ朝日）
- 恋の片道切符（日本テレビ）
- 恋のバカンス（日本テレビ）
- 恋のためらい（TBS）
- こんな恋のはなし（フジテレビ）
- 最高の食卓（テレビ朝日）
- 最後の恋（TBS）
- サイコメトラーEIJI（日本テレビ）
- 失楽園（日本テレビ）
- 職員室（TBS）
- 新幹線'97恋物語（TBS）
- シングルス（関西テレビ）
- 心療内科医・涼子（読売テレビ）
- ストーカー・誘う女（TBS）
- ストーカー 逃げきれぬ愛（日本テレビ）
- せいぎのみかた（読売テレビ）
- 総理と呼ばないで（フジテレビ）
- それが答えだ!（フジテレビ）
- D×D（日本テレビ）
- デッサン（日本テレビ）
- 智子と知子（TBS）
- 友達の恋人（日本テレビ）
- ナースのお仕事2（フジテレビ）
- 流れ板七人（テレビ朝日）
- 成田離婚（フジテレビ）
- バージンロード（フジテレビ）
- 番茶も出花（TBS）
- ビーチボーイズ（フジテレビ）
- FiVE（日本テレビ）
- フェイス（関西テレビ）
- 不機嫌な果実（TBS）
- ふぞろいの林檎たちIV（TBS）
- ふたり（テレビ朝日）
- ベストパートナー（TBS）
- ぼくらの勇気 未満都市（日本テレビ）
- ボディーガード（テレビ朝日）
- ミセスシンデレラ（フジテレビ）
- 名探偵保健室のオバさん（テレビ朝日）
- メロディ（TBS）
- ラブジェネレーション（フジテレビ）
- 理想の結婚（TBS）
- 理想の上司（TBS）

### 1998年
- 愛しすぎなくてよかった（テレビ朝日）
- 愛、ときどき嘘（日本テレビ）
- 青の時代（TBS）
- あきまへんで!（TBS）
- 甘い結婚（フジテレビ）
- 板橋マダムス（フジテレビ）
- WITH LOVE（フジテレビ）
- 魚心あれば嫁心（テレビ東京）
- 海まで5分（TBS）
- お熱いのがお好き?（日本テレビ）
- お仕事です!（フジテレビ）
- おそるべしっっ!!!音無可憐さん（テレビ朝日）
- 女教師（テレビ朝日）
- 神様、もう少しだけ（フジテレビ）
- カミさんなんかこわくない（TBS）
- 仮面の女（TBS）
- 奇跡の人（読売テレビ）
- きらきらひかる（フジテレビ）
- くれなゐ（読売テレビ）
- 外科医・夏目三四郎（テレビ朝日）
- 恋はあせらず（フジテレビ）
- 凍りつく夏（読売テレビ）
- 今夜、宇宙の片隅で（フジテレビ）
- サービス（日本テレビ）
- 三姉妹探偵団（日本テレビ）
- GTO（関西テレビ）
- ショムニ（フジテレビ）
- じんべえ（フジテレビ）
- Sweet Season（TBS）
- スウィートデビル（テレビ朝日）
- 素晴らしき家族旅行（テレビ東京）
- 世紀末の詩（日本テレビ）
- 聖者の行進（TBS）
- 世界で一番パパが好き（フジテレビ）
- 先生知らないの?（TBS）
- 凄絶!嫁姑戦争 羅刹の家（テレビ朝日）
- ソムリエ（フジテレビ）
- 太陽がいっぱい（関西テレビ）
- タブロイド（フジテレビ）
- チェンジ!　（テレビ朝日）
- 冷たい月（日本テレビ）
- Days（フジテレビ）
- 天うらら（NHK）
- ドンウォリー!（フジテレビ）
- 飛んで火にいる春の嫁（テレビ東京）
- 殴る女（フジテレビ）
- なにさまっ!（TBS）
- ニュースの女（フジテレビ）
- 眠れる森（フジテレビ）
- 走れ公務員!（フジテレビ）
- ハッピー・マニア（フジテレビ）
- ハルモニア この愛の涯て（日本テレビ）
- P.A.プライベート・アクトレス（日本テレビ）
- ひとりぼっちの君に（TBS）
- PU-PU-PU-（TBS）
- ブラザーズ（フジテレビ）
- ボーイハント（フジテレビ）
- まかせてダーリン（TBS）
- めぐり逢い（TBS）
- やんちゃくれ（NHK）
- ラブ・アゲイン（TBS）
- LOVE&PEACE（日本テレビ）
- ラブとエロス（TBS）
- ランデヴー（TBS）
- 略奪愛・アブない女（TBS）

### 1999年
- 3年B組金八先生 ～第5シリーズ～（TBS、- 2000年）
- OUT〜妻たちの犯罪〜（フジテレビ）
- アゲイン〜ラヴ・ソングをもう一度〜（TBS）
- あすか（NHK）
- アフリカの夜（フジテレビ）
- 甘い生活。（日本テレビ）
- 安楽椅子探偵シリーズ（朝日放送）
- 美しい人（TBS）
- Over Time-オーバー・タイム（フジテレビ）
- 鬼の棲家（フジテレビ）
- お水の花道（フジテレビ）
- 科捜研の女（テレビ朝日）
- 彼女たちの時代（フジテレビ）
- 危険な関係 (1999年のテレビドラマ)（フジテレビ）
- 傷だらけの女（フジテレビ）
- キッズ・ウォー（中部日本放送）
- 君といた未来のために 〜I'll be back〜（日本テレビ）
- 教習所物語（TBS）
- 京都始末屋事件ファイル（テレビ朝日）
- 救急ハート治療室（フジテレビ）
- 救命病棟24時（フジテレビ）
- 京都迷宮案内（テレビ朝日）
- グッドニュース（TBS）
- ケイゾク（TBS）
- 恋の奇跡（テレビ朝日）
- こいまち（フジテレビ）
- 氷の世界（フジテレビ）
- サイコメトラーEIJI２（日本テレビ）
- ザ・ドクター（TBS）
- サラリーマン金太郎シリーズ（TBS）
- しおり伝説〜スター誕生〜（TBS）
- 週末婚（TBS）
- 女医（日本テレビ）
- 小市民ケーン（フジテレビ）
- 新・俺たちの旅（日本テレビ）
- すずらん（NHK）
- 砂の上の恋人たち（フジテレビ）
- セミダブル（フジテレビ）
- 先生は一年生（日本テレビ）
- 大好き!五つ子（TBS）
- チープ・ラブ（TBS）
- TEAM（フジテレビ）
- てっぺん（テレビ朝日）
- 天国に一番近い男（TBS）
- 天国のKiss（テレビ朝日）
- 天使のお仕事（フジテレビ）
- to Heart 〜恋して死にたい〜（TBS）
- 独身生活（TBS）
- ナオミ（フジテレビ）
- ニュースキャスター霞涼子（テレビ朝日）
- パーフェクトラブ!（フジテレビ）
- P.S. 元気です、俊平（TBS）
- ピーチな関係（日本テレビ）
- ベストフレンド（テレビ朝日）
- ボーダー 犯罪心理捜査ファイル（日本テレビ）
- 魔女の条件（TBS）
- ママチャリ刑事（TBS）
- 夜逃げ屋本舗（日本テレビ）
- 蘇える金狼（日本テレビ）
- L×I×V×E（TBS）
- らせん（フジテレビ）
- ラビリンス（日本テレビ）
- リップスティック（フジテレビ）
- リング〜最終章〜（フジテレビ）
- 隣人は秘かに笑う（日本テレビ）
- 恋愛結婚の法則（フジテレビ）
- 恋愛詐欺師（テレビ朝日）
- ロマンス（日本テレビ）

## その他の年代
- 日本のテレビドラマ一覧 (年代別)
  - 日本のテレビドラマ一覧 (2000年代)
  - 日本のテレビドラマ一覧 (2010年代)

## 参考書籍
- 特集アスペクト66 TVドラマオールファイル 90's民放版（株式会社アスペクト、1999年、ISBN 4757203845）